# هگزافلوراید اورانیوم

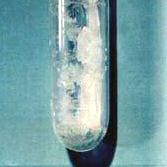

اورانیوم هگزافلوراید با فرمول UF۶ ، گاهی "هگز" نامیده می‌شود، ترکیبی معدنی، جامد سفید و ماده‌ای فرٌار است که در غنی‌سازی اورانیوم بکار می‌رود. واکنش این ماده با آب  موجب آزاد شدن اسید هیدروفلوئوریک که بسیار خورنده است می‌گردد. 

## روش تهیه
این ترکیب از کانی اورانیوم بنام اورانینیت یا Pitchblende، که حاوی مقادیری U3O8 است بدست می‌آید. برای این کار  کانی را آسیاب کرده و محصولی موسوم به کیک زرد می‌سازند. در فرایند انحلال کیک زرد در نیتریک اسید، U3O8 موجود در کیک زرد، به اورانیل نیترات UO2(NO3)2 تبدیل می‌شود که پس از خالص سازی، استخراج و ترکیب با آمونیاک، ترکیب جدیدی بنام آمونیوم دی اورانات ADU" (NH4)2U2O7" بدست می‌آید. با کاهش این محصول توسط هیدروژن؛ UO2 بدست می‌آید. ماده اخیر به کمک هیدروفلوئوریک اسید HF به اورانیوم تترافلوئوراید UF4 تبدیل می‌شود. اکسیداسیون اورانیوم تترافلوئوراید با گاز فلوئور، محصول اورانیوم هگزافلوراید UF6 را بوجود می‌آورد.

## خواص

### خواص فیزیکی
در فشار اتمسفری، UF6 در دمای 56.5oC تصعید می‌شود. 

### خواص شیمیایی
اینطور بنظر می‌رسد که اورانیوم هگزافلوراید ماده‌ای است اکساینده و با یون فلوراید نقش یک اسید لوییس را بازی می‌کند. به عنوان مثال، در واکنش با فلوئورید مسII در محیط استونیتریل، ترکیب هپتافلوئورانات مسII، یا 2[-UF7](Cu2+) بدست آمده است. 

## کاربرد در چرخه سوخت هسته‌ای

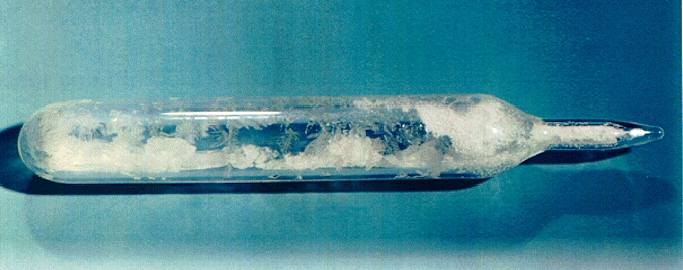
UF_{6} در آمپول شیشه‌ای

هگزافلوراید اورانیوم از فرارترین ترکیبات اورانیوم بوده و برای استفاده نسبتا راحت است. در هر دو روش غنی‌سازی اورانیوم، یعنی انتشار گازی و روش سانتریفیوژ گاز، که امروزه به عنوان روش‌های اصلی غنی‌سازی اورانیوم شناخته می‌شود، کاربرد دارد. 

## نگارخانه

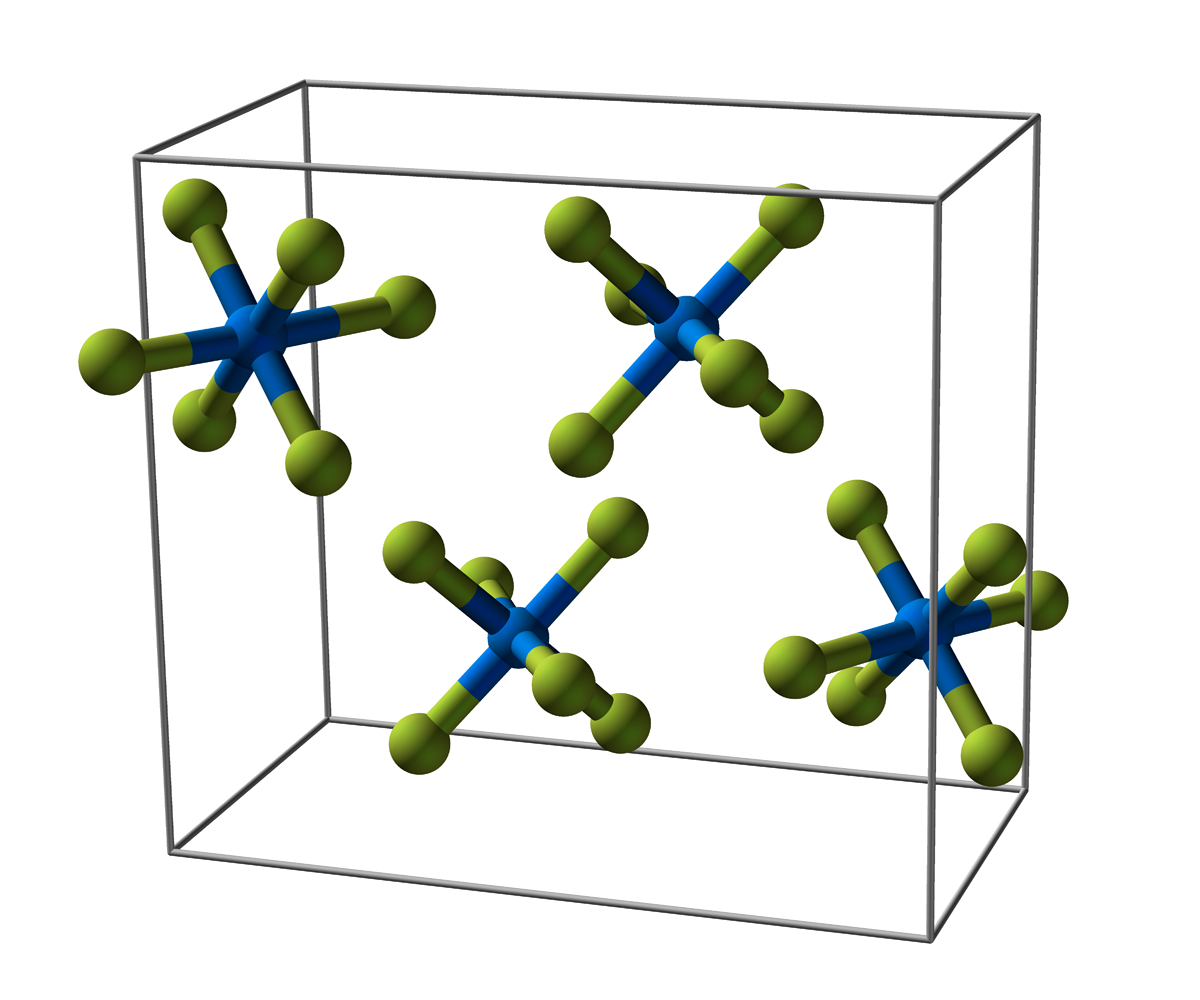